# Kazimierz Michał Ujazdowski
Kazimierz Michał Ujazdowski (ur. 28 lipca 1964 w Kielcach) – polski polityk i prawnik, doktor habilitowany nauk prawnych, profesor nadzwyczajny Uniwersytetu Łódzkiego. Minister kultury i dziedzictwa narodowego w rządach Jerzego Buzka (2000–2001), Kazimierza Marcinkiewicza (2005–2006) oraz Jarosława Kaczyńskiego (2006–2007), wicemarszałek Sejmu IV kadencji. Poseł na Sejm I (1991–1993) oraz III, IV, V, VI i VII kadencji (1997–2014), poseł do Parlamentu Europejskiego VIII kadencji (2014–2019), senator X i XI kadencji (od 2019).

## Życiorys

### Wykształcenie i działalność zawodowa
Ukończył liceum w rodzinnych Kielcach. W 1988 został absolwentem studiów prawniczych na Wydziale Prawa i Administracji Uniwersytetu Łódzkiego. W 2004 uzyskał stopień naukowy doktora nauk prawnych na podstawie rozprawy na temat myśli politycznej Adolfa Bocheńskiego. Habilitował się w 2013 na UŁ w oparciu dorobek naukowy i rozprawę zatytułowaną Geneza i tożsamość Konstytucji V Republiki Francuskiej. Został nauczycielem akademickim Uniwersytetu Łódzkiego w Katedrze Doktryn Polityczno-Prawnych, doszedł do stanowiska profesora nadzwyczajnego tej uczelni. Na UŁ założył Europejskie Centrum Badań Ustrojowych, którego został dyrektorem.
Był członkiem Komitetu Nauk Prawnych Polskiej Akademii Nauk.

### Działalność polityczna
W latach 80. związał się z opozycją demokratyczną. W 1982 został tymczasowo aresztowany, a następnie skazany przez sąd wojskowy na karę roku pozbawienia wolności z warunkowym zawieszeniem jej wykonania za działalność opozycyjną (kolportaż ulotek nawołujących do oporu przeciwko stanowi wojennemu). W czasie studiów w Łodzi uczestniczył w działalności Ruchu Młodej Polski. Redagował ukazujące się w drugim obiegu pismo „Prześwit”.
Po utworzeniu rządu Tadeusza Mazowieckiego współtworzył Forum Prawicy Demokratycznej. Następnie został szefem gabinetu ministra bez teki Aleksandra Halla i członkiem Unii Demokratycznej, do której przystąpiło kierowane przez tegoż FPD. Z jej listy uzyskał mandat posła na Sejm I kadencji. Wbrew stanowisku partii głosował za uchwałą lustracyjną i przeciwko powołaniu Waldemara Pawlaka na premiera. W 1992 wraz z Aleksandrem Hallem odszedł z partii, współtworząc Partię Konserwatywną. W wyborach z 1993 nie uzyskał mandatu, startując z listy Katolickiego Komitetu Wyborczego „Ojczyzna”.
W 1994 stanął na czele frakcji w PK sprzeciwiającej się zbliżeniu do UD i Kongresu Liberalno-Demokratycznego, która po rozłamie w partii przekształciła się w Koalicję Konserwatywną. Był przewodniczącym tej partii przez cały okres jej funkcjonowania. W 1997 KK współtworzyła Akcję Wyborczą Solidarność, z listy której Kazimierz Ujazdowski w tym samym roku zdobył ponownie mandat poselski. W lutym 1999 wprowadził KK do Stronnictwa Konserwatywno-Ludowego, a po rozłamie w tej partii współtworzył (wraz z grupą dotychczasowych działaczy SKL i Zjednoczenia Chrześcijańsko-Narodowego) w marcu 2001 Przymierze Prawicy. Został też członkiem Opus Dei.
Od 16 marca 2000 do 12 lipca 2001 pełnił funkcję ministra kultury i dziedzictwa narodowego w rządzie Jerzego Buzka. Podejmował wówczas inicjatywy promujące historię Polski (m.in. akcję „Bohaterowie naszej wolności”). Zrezygnował ze stanowiska, protestując przeciwko odwołaniu Lecha Kaczyńskiego z funkcji ministra sprawiedliwości. Tym działaniem zbliżył się do PiS i z jego listy w 2001 (wraz z innymi członkami Przymierza Prawicy) ponownie uzyskał mandat posła. 2 czerwca 2002 Przymierze Prawicy (na czele którego stał formalnie od grudnia 2001) przyłączyło się formalnie do Prawa i Sprawiedliwości, kończąc samodzielną działalność. Kazimierz Ujazdowski został jednym z wiceprezesów tej partii (odpowiedzialnym za sprawy zagraniczne). Był współautorem programu tego ugrupowania w dziedzinie kultury, polityki historycznej i zagranicznej oraz partyjnego projektu Konstytucji RP. Od 2 lipca 2004 do końca IV kadencji sprawował funkcję wicemarszałka Sejmu IV kadencji.
W 2005 uzyskał poselską reelekcję, po czym od 31 października 2005 do 7 września 2007 oraz od 12 września 2007 do 16 listopada 2007 ponownie był ministrem kultury i dziedzictwa narodowego. Prowadził wówczas m.in. zakończoną sukcesem międzynarodową kampanię na rzecz zmiany nazwy terenów byłych obozów Auschwitz-Birkenau we wpisie na Liście Światowego Dziedzictwa UNESCO. Był pomysłodawcą Muzeum Historii Polski w Warszawie powołanego 2 maja 2006. 11 marca 2007 utworzył we Wrocławiu Ośrodek „Pamięć i Przyszłość” – instytucję zajmującą się upowszechnianiem dorobku historycznego i kulturowego stworzonego przez mieszkańców ziem przyłączonych do Polski po II wojnie światowej.
W wyborach parlamentarnych w 2007 w okręgu wrocławskim po raz piąty uzyskał mandat poselski, otrzymując 73 416 głosów. 5 listopada 2007 wraz z Pawłem Zalewskim i Ludwikiem Dornem zrezygnował z funkcji wiceprezesów PiS w sprzeciwie wobec sposobu kierowania partią przez Jarosława Kaczyńskiego. Za to też 15 listopada 2007 zostali przez niego zawieszeni w prawach członka partii ze wszczęciem postępowania dyscyplinarnego. 12 grudnia tego samego roku zrezygnował z członkostwa w PiS i wystąpił z klubu parlamentarnego tej partii. 26 stycznia 2008 założył stowarzyszenie regionalne Dolny Śląsk XXI i zainicjował powstanie portalu polskaxxi.pl. 22 października 2008 został członkiem Koła Poselskiego Polska XXI, 14 czerwca 2009 został szefem tego koła. 21 października 2009 został członkiem utworzonego tego dnia koła Polska Plus, 9 stycznia 2010 członkiem władz nowo powstałej partii o tej samej nazwie, a 20 lipca tego samego roku szefem koła Polski Plus. 25 września 2010 wraz z innymi członkami Polski Plus, po samorozwiązaniu tej partii, przystąpił ponownie do Prawa i Sprawiedliwości.
W wyborach w 2011 po raz szósty został wybrany do Sejmu. W wyborach do Parlamentu Europejskiego w 2014 z ramienia PiS uzyskał mandat europosła VIII kadencji z wynikiem 48 945 głosów w okręgu nr 12 obejmującym województwa: dolnośląskie i opolskie. 3 stycznia 2017 ponownie wystąpił z PiS. W kwietniu 2018 nawiązał współpracę z Platformą Obywatelską, powołano go w skład gabinetu cieni PO (jako osobę odpowiedzialną za resort reform ustrojowych, decentralizacji i rozwoju samorządności oraz za wprowadzenie jego autorskiego projektu pod nazwą Akt Odnowy Rzeczypospolitej) oraz ogłoszono jego start na prezydenta Wrocławia z poparciem tej partii (ze startu polityk zrezygnował w sierpniu). Wystąpił też z frakcji ECR w Europarlamencie, pozostając europosłem niezrzeszonym do końca kadencji.
W 2019 nie wystartował w kolejnych wyborach europejskich. W tym samym roku został ogłoszony przez Koalicję Obywatelską kandydatem w wyborach do Senatu RP w okręgu wyborczym numer 44 obejmującym część dzielnic Warszawy i zagranicę. W wyniku październikowego głosowania uzyskał mandat senatora X kadencji, otrzymując 308 627 głosów (najwyższy pod względem liczby głosów). W Senacie objął funkcję przewodniczącego Komisji Spraw Emigracji i Łączności z Polakami za Granicą. W czerwcu 2021 powołał m.in. wraz z posłem Markiem Biernackim think tank Centrum Dobrego Państwa. W tym samym miesiącu przeszedł w Senacie z KO do koła senatorów Koalicji Polskiej.
W 2022 został jednym z założycieli partii Centrum dla Polski wchodzącej w skład Koalicji Polskiej. W marcu 2023 został przewodniczącym rady krajowej tego ugrupowania. W wyborach w tym samym roku utrzymał mandat senatora na kolejną kadencję; kandydował z ramienia Trzeciej Drogi w okręgu nr 6, otrzymując 177 158 głosów. Został wybrany przez Senat w skład Krajowej Rady Sądownictwa. W 2024 zrezygnował z członkostwa w partii CdP.

## Działalność publicystyczna
Autor publikacji prasowych, a także autor, współautor i redaktor książek, poświęconych głównie polityce kulturalnej i historycznej, zagadnieniom ustrojowym i konstytucyjnym oraz historii polskiego konserwatyzmu i myśli konserwatywnej, m.in. Równi i równiejsi (wraz z Rafałem Matyją, 1993), Prawica dla wszystkich (1995), Żywotność konserwatyzmu. Idee polityczne Adolfa Bocheńskiego (2005), Zanim powstała Kultura. Antologia tekstów Adolfa Marii Bocheńskiego poświęconych polskiej polityce wschodniej (2006), Geneza i tożsamość Konstytucji V Republiki Francuskiej: studium doktrynalno-prawne (2013), V Republika Francuska. Idee, konstytucja, interpretacje. Antologia tekstów i dokumentów źródłowych (2014), Polityka ambitna: wybór publicystyki 1990–2013 (2014), Adolf Bocheński. Imperializm państwowy: wybór pism (2015), Instytucje i ich wrogowie (2022).
Opracował zbiór przedwojennej publicystyki Stefana Kisielewskiego Kisiel przedwojenny (2001). Publikował w „Rzeczpospolitej”, „Gazecie Wyborczej”, „Dzienniku”, „Wprost”, „Gazecie Polskiej”, „Gościu Niedzielnym”, „Nowym Państwie” i „Życiu”. W latach 1990–1991 był członkiem redakcji „Polityki Polskiej”. Jest założycielem i redaktorem „Kwartalnika Konserwatywnego”.

## Życie prywatne
Kazimierz Michał Ujazdowski jest wnukiem Kazimierza Cypriana, adwokata z okresu dwudziestolecia międzywojennego, obrońcy w procesach politycznych (w tym w procesie brzeskim). Syn Michaliny i Kazimierza Mieczysława; jego ojciec był posłem na Sejm, a także obrońcą w procesach politycznych z okresu PRL. Żonaty z Lidią (byłą radną sejmiku mazowieckiego), ma troje dzieci (Kazimierza Wojciecha, Aleksandra oraz Annę).
Członek honorowy Związku Harcerstwa Rzeczypospolitej, a także inicjator Dolnośląskiej Szkoły Młodych Polityków.

## Wyniki wyborcze
| Wybory | Komitet wyborczy                   | Komitet wyborczy                      | Organ             | Okręg          | Wynik            |
| ------ | ---------------------------------- | ------------------------------------- | ----------------- | -------------- | ---------------- |
| 1991   |                                    | Unia Demokratyczna                    | Sejm I kadencji   | nr 24          | 1750 (0,63%)     |
| 1993   |                                    | Katolicki Komitet Wyborczy „Ojczyzna” | Sejm II kadencji  | nr 2           | 2993 (2,75%)     |
| 1997   |                                    | Akcja Wyborcza Solidarność            | Sejm III kadencji | nr 50          | 12 172 (2,96%)   |
| 2001   |                                    | Prawo i Sprawiedliwość                | Sejm IV kadencji  | nr 3           | 25 871 (6,18%)   |
| 2005   | Sejm V kadencji                    | Prawo i Sprawiedliwość                | 46 736 (12,05%)   | nr 3           |                  |
| 2007   | Sejm VI kadencji                   | Prawo i Sprawiedliwość                | 73 416 (13,20)    | nr 3           |                  |
| 2011   | Sejm VII kadencji                  | Prawo i Sprawiedliwość                | 26 221 (5,28%)    | nr 3           |                  |
| 2014   | Parlament Europejski VIII kadencji | Prawo i Sprawiedliwość                | nr 12             | 48 945 (7,39%) |                  |
| 2019   |                                    | Koalicja Obywatelska                  | Senat X kadencji  | nr 44          | 308 627 (55,25%) |
| 2023   |                                    | Trzecia Droga                         | Senat XI kadencji | nr 6           | 177 158 (48,64%) |